# Legio II Adiutrix

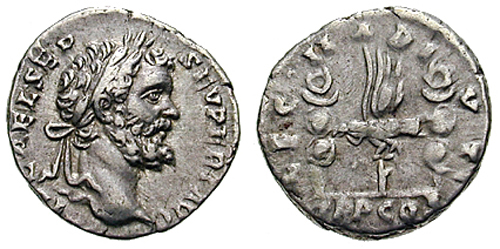
Legionsdenar des Kaisers Septimius Severus aus dem Jahr 193
IMP CAE L SEP SEV PERT AVG
LEG II ADIVT, TR P COS

Die Legio II Adiutrix („die Helferin“) war eine Legion der römischen Armee, die von Kaiser Vespasian im Jahr 70 n. Chr. aus Flotteneinheiten in Ravenna aufgestellt wurde. Später besaß sie für Jahrhunderte im niederpannonischen Aquincum (Budapest) ihr Hauptquartier. Berichte über die Truppe reichen an der Rheingrenze bis in das 4. Jahrhundert. Die Symbole der Legion waren ein Capricorn (mythologische Gestalt: halb Steinbock, halb Fisch) oder Eber und Pegasus. Die Legion wurde mehrfach durch ehrende Beinamen ausgezeichnet: Legio II Adiutrix ter Pia ter Fidelis Constans („dreimal treu, dreimal ergeben und beständig“).

## Geschichte der Legion

### Vierkaiserjahr und Flavische Dynastie

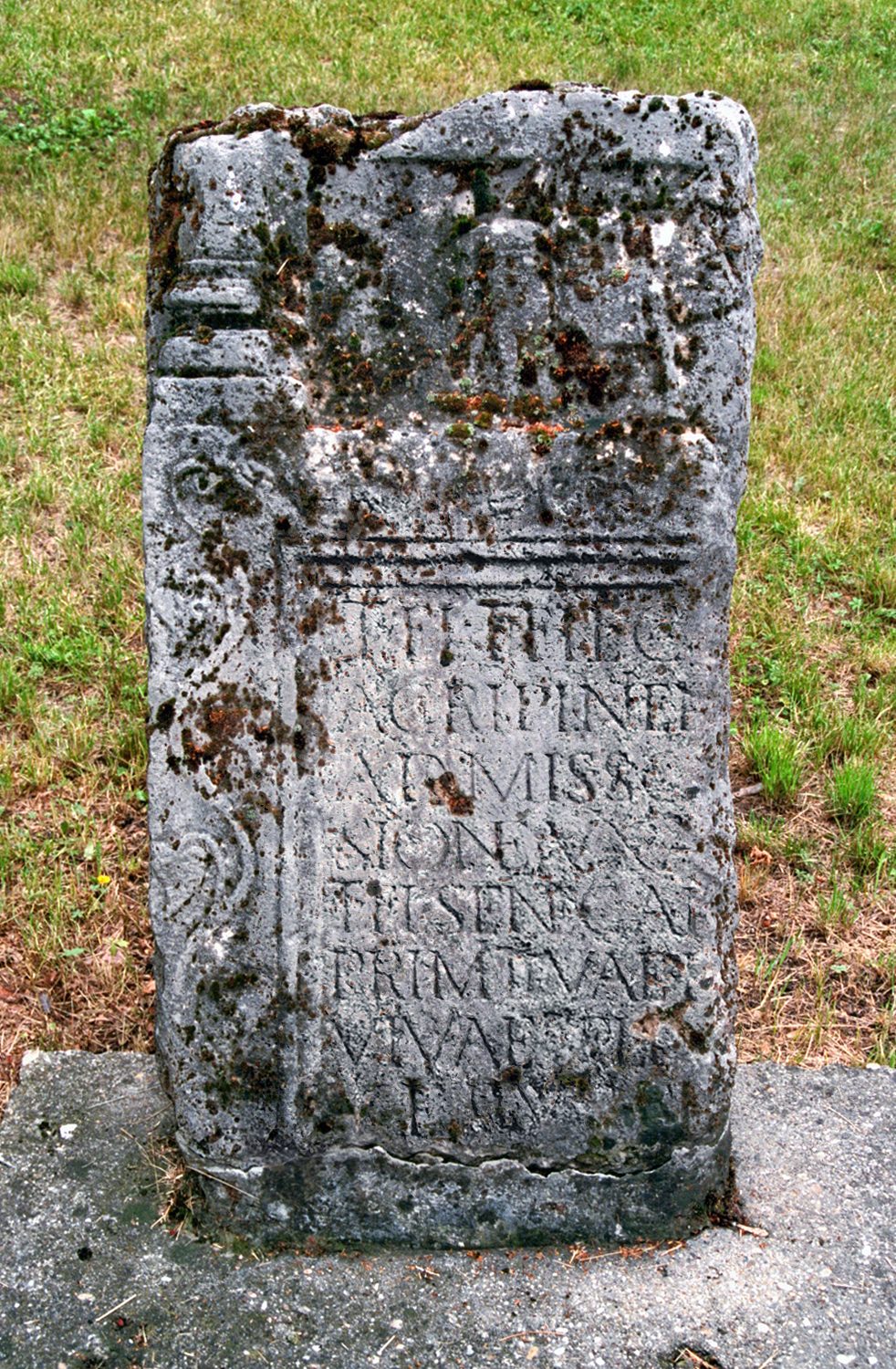
Der aus der Kölner Tribus Claudia stammende Legionsreiter Titus Flavius verstarb im frühen 2. Jahrhundert als ehrenvoll entlassener Veteran nördlich seines einstigen pannonischen Kasernierungsortes Aquincum.

Zunächst wurde die Legion in Ulpia Noviomagus Batavorum (Nijmegen) in Germania inferior stationiert. Die erste Aufgabe der II Adiutrix war die Niederschlagung des Bataveraufstandes. Zu diesem Zweck wurde sie wohl überhaupt gebildet: Nach dem Bürgerkrieg des Vierkaiserjahres fehlte es zeitweilig an regulären Truppen, weshalb man zu der Notmaßnahme griff, Flottensoldaten zu Legionären zu machen. Nach der Niederschlagung der Rebellion wurde die II Adiutrix im Jahr 71 von der Legio X Gemina abgelöst und folgte ihrem Feldherrn Quintus Petillius Cerialis nach Britannien, um dort den Aufstand der Briganten unter deren König Venutius niederzuschlagen. Sie war vermutlich zunächst in Lindum Colonia (Lincoln) stationiert, wo sie die Legio VIIII Hispana ablöste. In den nächsten Jahren blieb die II Adiutrix auf den britischen Inseln, um von ihrem Basislager, das um 78 n. Chr. wahrscheinlich nach Deva (Chester) verlegt wurde, rebellische Stämme in Wales zu unterwerfen. An der Unterwerfung der Ordovicer und der Besetzung der Insel Mona (Anglesey) war die Legion direkt beteiligt. Später, als der Statthalter Gnaeus Iulius Agricola versuchte, Schottland zu erobern, scheint sie als Reserve in Wales geblieben zu sein.
Möglicherweise war die Legion seit 83/84 kurzzeitig im schottischen Pinnata Castra (Inchtuthil) am Fluss Tay stationiert, bevor sie im Jahr 87 in den östlichen Donauraum beordert wurde. Dort kam sie vielleicht im mösischen Acumincum (am Zusammenfluss von Theiss und Donau) oder in Sirmium (Sremska Mitrovica) in Garnison, um an den Dakerkriegen des Kaisers Domitian (81–96) teilzunehmen. Die Verlegung der Truppe während der letzten Regierungsjahre Domitians nach Mösien ist jedoch wissenschaftlich bestreitbar. Unter dem Feldherrn Lucius Tettius Iulianus nahm die Legion im Jahr 88 an der Schlacht von Tapae teil. Wohl schon 94, sicherlich aber 95 führte der spätere Kaiser Hadrian (117–138) sein erstes Militärtribunat in der Legion. In dieser Zeit diente dort auch Quintus Marcius Turbo, der spätere Statthalter von Pannonien (117–118), als Centurio.

### Adoptivkaiser und Antoninische Dynastie
Während Trajans Dakerkriegen in den Jahren 101 bis 106 waren die Legio II Adiutrix und die Legio IIII Flavia Felix in Singidunum (Belgrad) stationiert. Danach wurde die Legion in die niederpannonische Provinzhauptstadt Aquincum (Budapest) verlegt. Dort erhielt sie für die nächsten Jahrhunderten ihr Hauptquartier. Der Statthalter Quintus Marcius Turbo führte mit der II Adiutrix einen von Kaiser Hadrian geführten Feldzug, der im Herbst 117 in Niedermösien begann und 118 erfolgreichen abgeschossen werden konnte. Die Gegner waren insbesondere die in der Großen Ungarischen Tiefebene lebenden Jazygen, die sich mit ihrem sarmatischen Brudervolk, den Roxolanen, verbündet hatten, um ab Anfang 117 römisches Grenzgebiet in Dakien anzugreifen. Die Ursache für diese anhaltenden Spannungen lag noch in der vorrömischen Zeit Dakiens. Dessen letzter König, Decebalus, hatte den Jazygen ihre östliche Gebiete entrissen. Auf der Seite Roms waren die Jazygen daher in den Krieg gegen Dakien gezogen. Doch entgegen den zuvor gemachten Versprechungen der Römer, erhielten die Sarmaten ihre Gebiete nach dem Sieg nicht wieder zurück, was diese in der Folge mit mehreren Rachefeldzügen gegen Dakien beantworteten. Noch bis weit in das 4. Jahrhundert blieben die Jazygen auch entlang der pannonischen Donaugrenze die gefährlichsten Gegner der dortigen römischen Provinzen.

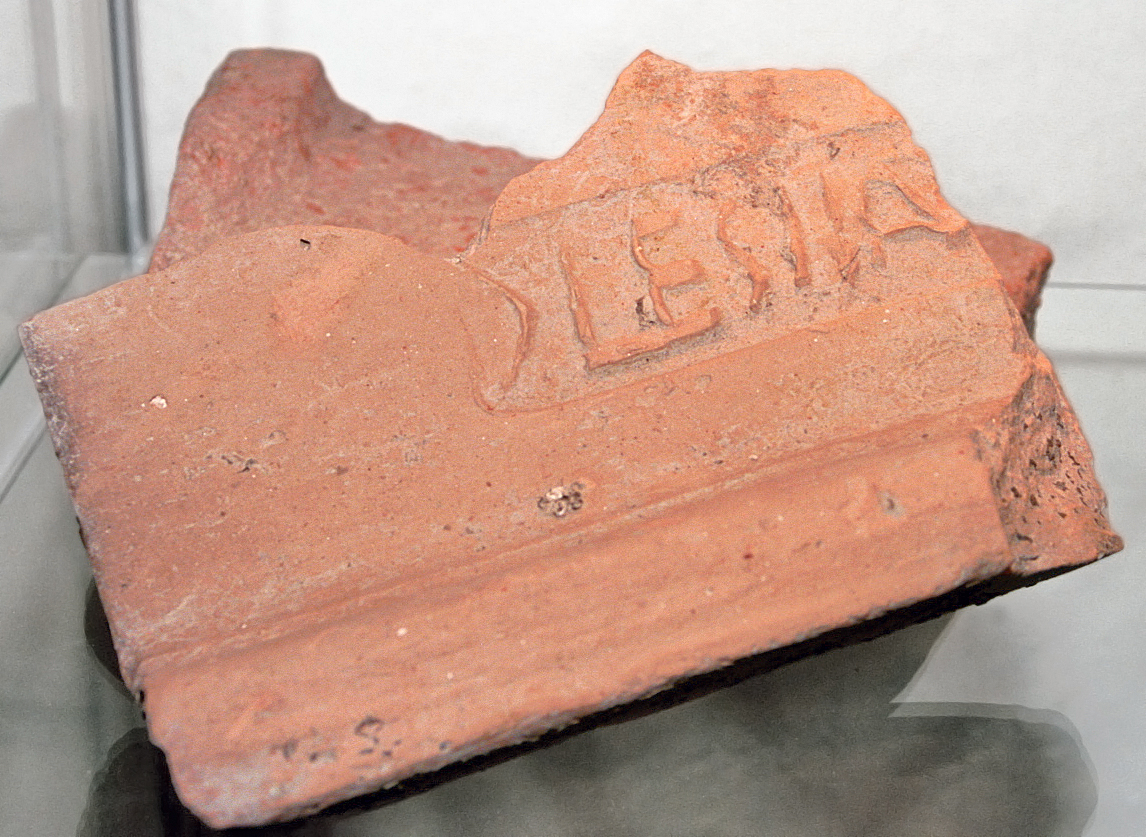
Ziegelstempel zeugen von Bauaktivitäten der Legion. Hier ein Stempel aus Ulcisia Castra.

Das am nordpannonischen Donaulimes gelegene Holz-Erde-Kastell Ulcisia Castra („Wolfslager“, Kastell Szentendre) wurde wahrscheinlich in spättrajanischer Zeit von der Cohors I Thracum („1. Kohorte der Thraker“) sowie einer Bauabteilung der Legio II Adiutrix in ein Steinkastell umgebaut.

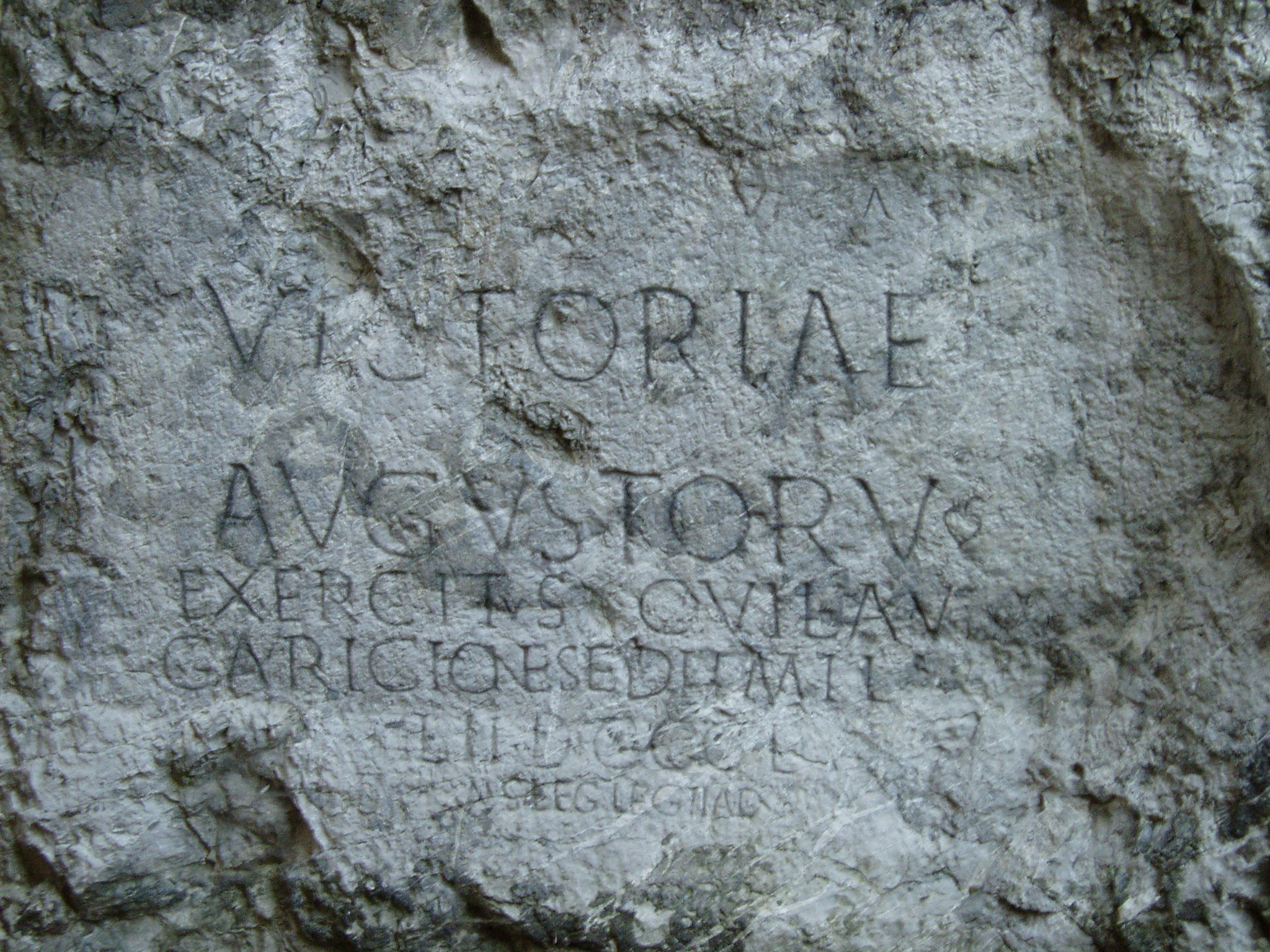
Inschrift von Trenčín (179 n. Chr.),
Victoriae / Augustoru(m) / exercitus cui Lau/garicione sedit mil(ites) / l(egionis) II DCCCLV / [M(arcus) Val(erius) Maximi]an(u)s leg(atus) leg(ionis) II Ad(iutricis) cur(avit)
„dem Sieg der Kaiser gewidmet von 855 Legionären der Legio II des in Laugaricio (Trenčín) stationierten Heeres. Errichtet unter Aufsicht von Marcus Valerius Maximianus, Legat der Legio II Adiutrix“

Auch zivile Tätigkeiten, wie zum Beispiel der Bau eines öffentlichen Gebäudes in Mursa (Osijek) oder Verwaltungsaufgaben am Sitz des Statthalters, wurden von Angehörigen der Legion ausgeführt. Während der Herrschaft des Antoninus Pius (138–161) war die Lage an der Donau weitgehend ruhig, sodass eine Vexillatio (Abteilung) auf den afrikanischen Kontinent nach Mauretania verlegt wurde, um gegen die Mauren zu kämpfen. Im weiteren Verlauf des 2. und 3. Jahrhunderts scheint die Hauptlast der Kämpfe auf der Legio II Adiutrix und den zahlreichen Auxiliartruppen gelegen zu haben, während die Flavia Felix als Reserve diente. So wurde die II Adiutrix unter Kaiser Lucius Verus (162–166) in Aquincum bei einer dieser Gelegenheiten durch Vexillationen der Legio IIII Flavia Felix abgelöst und nach Osten verlegt, um unter dem Befehl des Legaten Quintus Antistius Adventus Postumius Aquilinus am Partherfeldzug teilzunehmen. Während der Markomannenkriege des Kaisers Mark Aurel (161–180) erlitt die Legion so große Verluste, dass sie durch Teile der afrikanischen Legio III Augusta aufgefrischt werden musste. Im Winter 179/180 überwinterte Marcus Valerius Maximianus mit einigen Truppenkontingenten der II Adiutrix bei Laugaricio (Trenčín) in der heutigen Slowakei. Lucius Artorius Castus, den man für das historische Vorbild des legendären Königs Artus halten, diente um 170 als Centurio in dieser Legion.

### Zweites Vierkaiserjahr und Severer
Im zweiten Vierkaiserjahr 193 unterstützte die II Adiutrix Septimius Severus (193–211), den Statthalter der Pannonia superior, auf seinem Weg auf den Thron. In den Jahren 193/194 nahm sie vermutlich am Feldzug gegen den Usurpator Pescennius Niger in Thrakien und Kleinasien, sowie an den Partherkriegen 195 und 197/198 teil. Im Jahr 202 kehrte die Legion nach Aquincum zurück. Die Legion oder zumindest Vexillationem (Detachements) von ihr nahmen 213 an den Feldzügen Caracallas (211–217) gegen die Alamannen und 214 bis 217 gegen die Parther teil. Zu dieser Zeit baute die Legion eine Straße von Singidunum (Belgrad) nach Aquincum (Budapest). Abteilungen der Legion waren im 3. Jahrhundert nahe dem Donauknie in Cirpi (Kastell Dunabogdány) und offensichtlich auch im Burgus Szentendre-Hunka stationiert.

### Soldatenkaiser

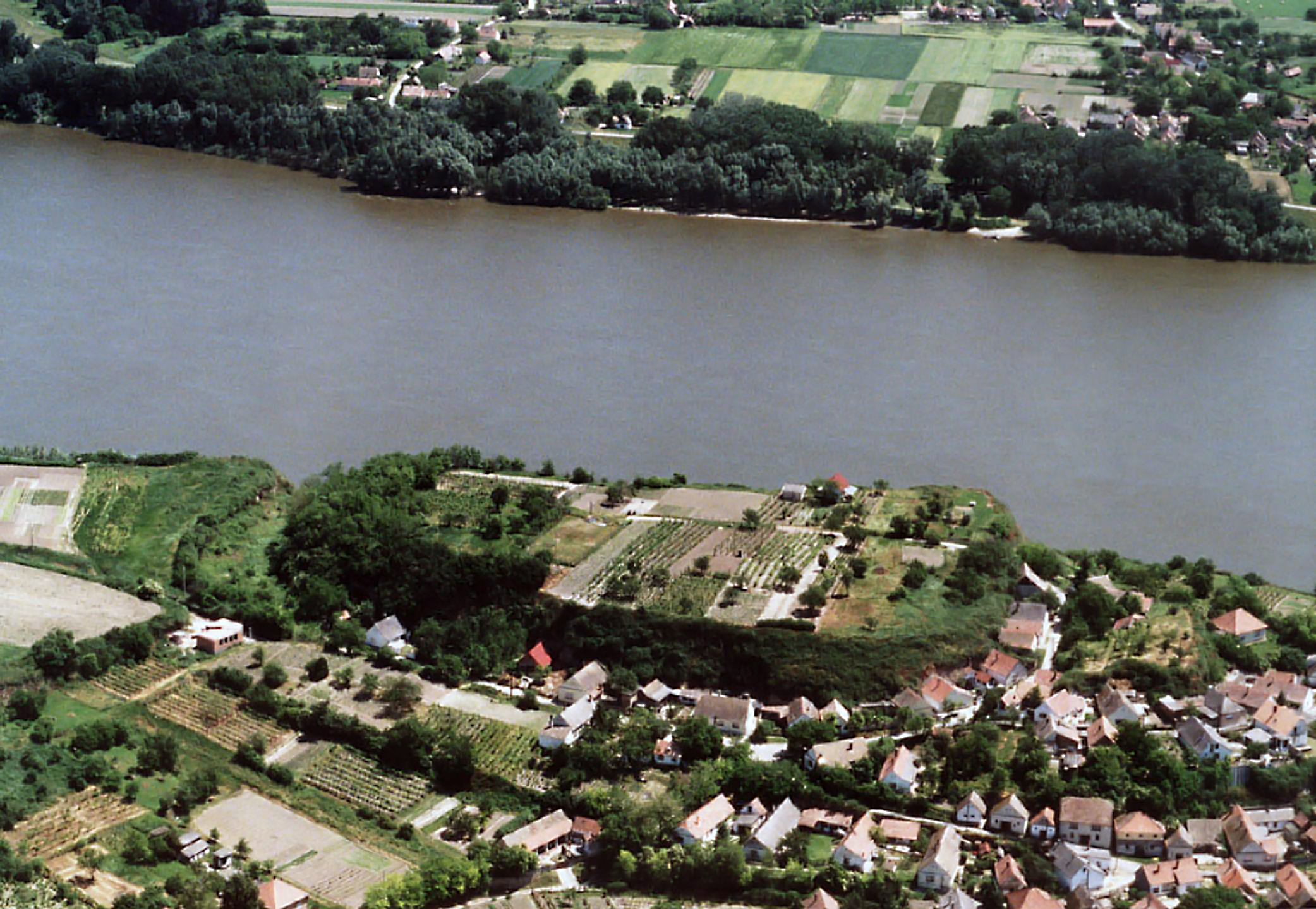
Im Vordergrund liegt das Kastell Lugio/Florentia; auf der gegenüberliegenden Flussseite, an der kleinen Lichtung des Ufersaums, befand sich der Burgus contra Florentiam

238 war die Legion wohl am Feldzug Gordians III. (238–244) gegen das Sassanidenreich beteiligt. Am Dakerkrieg des Kaisers Philippus Arabs (244–249) nahm die Legio II Adiutrix gemeinsam mit der Legio II Italica teil. Gallienus (253–268) ehrte die Legion durch Münzprägungen. Im Jahr 268 baute die Legio II Adiutrix Claudiana unter ihrem praefectus Aurelius Frontinus die Thermae maiores („Große Thermen“) in Aquincum wieder auf. Sie kämpfte für Claudius Gothicus 269 gegen die Westgoten.

### Spätantike
Eine vexillatio war zur Zeit des Constantius I. (293–306) in Mogontiacum (Mainz) stationiert. Wohl um 395 wurden die Acincenses, benannt nach dem Garnisonsort Aquincum, aus der Legion herausgelöst und als Pseudocomitatenses dem magister equitum Galliarum bzw. als Milites dem Dux Mogontiacensis unterstellt. Ab dem späten 4. Jahrhundert unterstand die II Adiutrix als Limitanei (Grenzheer) dem Dux Valeriae ripensis (Westungarn) und war unter jeweils einem praefectus auf die Standorte Alisca (vielleicht im vermuteten Kastell Szekszárd oder im nahen Kastell Őcsény-Szigetpuszta), Florentia (Kastell Dunaszekcső), Aquincum (Budapest), Tautantus/Teutanus, Cirpi (Kastell Dunabogdány) und Lussonium (Kastell Dunakömlőd) aufgeteilt.